# 도쿄도 교통국 5500형 전동차 (철도)
도쿄도 교통국 5500형 전동차(일본어: 東京都交通局5500形電車)는 2018년부터 운행 하고 있는 도쿄 도 교통국 도에이 지하철 아사쿠사선의 전동차로 기존에 운행중인 도쿄도 교통국 5300형 전동차를 대체를 목적으로 도입했다.
이 차량은 게이힌 급행 전철 본선, 공항선, 즈시 선, 구리하마 선, 게이세이 전철 본선, 오시아게 선, 호쿠소 철도 호쿠소 선과의 직결 운행에 투입할 목적으로 제작되었다.
2016년 12월 6일 도쿄 도 교통국에서 공식적으로 세부 사항을 공식 발표했다.
2017년에 1편성 8량이 최초로 도입했으며, 2018년부터 순차별로 도입될 7편성을 시작으로 향후 19편성이 추가로 도입되었다. 도쿄도 교통국 5300형 전동차와 달리 VVVF 인버터 제어와 실리콘 카비이드를 기반으로 모스펫 제어가 장착되었다.

## 같이 보기
- 도쿄 도 교통국 5300형 전동차